# Tvangsakkord
En tvangsakkord er et tidligere institut under den danske konkurslov, hvorved  en skyldner kunne opnå reduktion eller henstand af sin gæld (akkord) såfremt en række betingelser var opfyldt. Tvangsakkorden skulle stadfæstes af skifteretten. Tvangsakkorden medførte, at skyldnerens kreditorer, der havde krav omfattet af akkorden, skulle respektere en procentvis nedskrivning af gælden.
I 2011 blev reglerne om tvangsakkord og betalingsstandsning ophævet og erstattet af nye bestemmelser om rekonstruktion.

## Akkordens indhold
En tvangsakkord fandtes som udgangspunkt som
- Moratorium (udsættelse af betaling),
- Almindelig akkord (nedsættelse af gæld med en bestemt andel) eller
- Likvidationsakkord (eftergivelse af gæld ikke indfriet ved fordeling af skyldneres formue).

Ovenstående typer kunne kombineres, således at skyldneren f.eks. både får udsættelse af betaling og nedsættelse af gælden. Det er et krav efter konkursloven (KL), at akkordsatsen er mindst 25 % (dvs. nedsættelse af gælden højest er 75 %).
Med lovændring i 2005 blev mindstedividenden sat ned til 10 %, dog kunne dividenden nedsættes til mindre end 10 %, hvis der forelå ganske særlige grunde eller hvis alle kreditorerne samtykker.

## Berettigede personer
Både fysiske og juridiske personer kunne anmode om tvangsakkord. I et selskab hvor en eller flere personer hæftede personligt (i praksis alene et kommanditselskab eller et kommanditaktieselskab), skulle disse personligt hæftende personer dog forinden erklæres konkurs.

## Akkordproceduren
Proceduren for at opnå en tvangsakkord var i hovedtræk følgende:
1. Skyldneren retter henvendelse til skifteretten mhp. beskikkelse af sagkyndige tillidsmænd.
2. Tillidsmændene udarbejder en rapport over skyldneres status.
3. Skriftlig begæring indsendes til skifteretten.
4. Skifteretten åbner akkordforhandlinger, hvis en række betingelser er opfyldt.
5. Der afholdes afstemning blandt kreditorerne.
6. Tvangsakkorden får retsvirkning, såfremt den vedtages af kreditorerne og stadfæstes af skifteretten.

### Beskikkelse af tillidsmænd
Som udgangspunkt skulle der vælges to tillidsmænd, en fagkyndig tillidsmand og en regnskabsmæssig sagkyndig. Skifteretten kunne dog beslutte, at der kun skulle vælges en tillidsmand. Blev en registreret eller statsautoriseret revisor antaget som regnskabsmæssig sagkynding, var beskikkelse ikke nødvendig.

### Tillidsmandsrapporten
Rapporten skulle som det første indeholde en oversigt over skyldnerens økonomiske status. Der skulle foreligger en opgørelse af de af skyldnerens aktiver, der ville blive omfattet af akkorden samt en angivelse af opgørelsesmetoden. Derudover skulle der være en opgørelse over skyldnerens kreditorer, skyldnerens gæld, særlige fortrinsstillinger for enkelte kreditorer samt eventuelle pantesikkerheder.
Dernæst skulle der i rapporten være en beskrivelse af de forretningsmæssige årsager til ansøgning om tvangsakkord, samt om tillidsmændene havde fået de oplysninger, der havde været nødvendige for at udarbejde rapporten. Hvis der er dispositioner, der forventedes omstødt ved en tvangsakkord, skulle disse nævnes.
Til sidst skulle tillidsmændenes vurdering af rimeligheden af tvangsakkorden foreligge samt sandsynligheden for, at skyldneren overholder akkorden. Der skulle også være en vurdering af den forventede akkordstørrelse, såfremt skyldneren blev erklæret konkurs.

### Skriftlig begæring til skifteretten
For at få åbnet forhandlinger om tvangsakkord skulle der indsendes en skriftlig begæring til skifteretten med en tillidsmandsrapport vedlagt. Tillige skulle indsendes en erklæring fra skyldnerens kreditorer. Denne erklæring skulle tiltrædes af mindst 40 % af kreditorerne der skulle repræsentere mindst 40 % af skyldnerens gæld.

### Skifterettens åbning af akkordforhandlinger
Skifteretten kunne nægte at åbne akkkordforhandling, hvis
- der af en eller anden årsag ikke er udsigt til, at akkorden bliver vedtaget, stadfæstet eller opfyldt,
- de fornødne oplysninger ikke er forelagt skifteretten,
- tillidsmandsrapporten ikke er tilfredsstillende,
- skyldneren ikke stiller sikkerhed for omkostninger i forbindelse med akkordforhandlinger på opfordring af skifteretten eller
- skylderen ikke underkaster sig et KL § 15 tilsyn (dvs. ikke må foretage væsentlige dispositioner uden tilsynets godkendelse) på opfordring af skifteretten.

Når akkordforhandlingerne var åbnet, blev der indrykket et proklama i Statstidende med opfordring til, at kreditorer anmelder deres krav. Dette proklama var ikke præklusivt, dvs., at kreditorer, der ikke fik anmeldt kravet indenfor tidsfristen, ikke mistede kravet.
Individualforfølgning var udelukket for kreditorer med krav omfattet af akkorden efter åbning af akkordforhandlinger.
Skyldnerens rådighed over sine aktiver blev ikke påvirket af åbning af akkordforhandlinger, men dispositioner efter åbningen kan have betydning ved en eventuel efterfølgende konkurs.

### Afstemning
Kreditorer, hvis krav var omfattet af akkorden (jf. nedenfor), stemte om akkordforslaget. Alt afhængigt af akkordens type gjaldt forskellige stemmeregler. Der skulle dog under alle omstændigheder foreligge tiltrædelse fra mindst 60 % af de stemmeafgivende kreditorer (blanke tæller ikke med). Derudover gjaldt, at
- er der tale om en almindelig akkord, skal de tiltrædende kreditorer repræsentere mindst 100 % af gælden fratrukket akkordsatsen, dog mindst 60 % (dvs. reelt mellem 60 % og 75 %, hvis akkordsatsen ligger mellem 25 % og 40 %),
- er der tale om en likvidationsakkord mindst 75 % af gælden, dog kun som ved almindelig akkord, hvis der er tilsagt kreditorerne en mindstedækning i tilfælde af konkurs og
- er der tale om et moratorium skal de tiltrædende repræsentere mindst 60 % af gælden.

### Tvangsakkordens retsvirkning
Tvangsakkorden fik retsvirkning, hvis den blev vedtaget af kreditorerne jf. ovenfor og blev stadfæstet af skifteretten. Skifteretten kunne og skulle nægte stadfæstelse i nogle særlige tilfæde. Stadfæstelse kunne nægtes, hvis
- en tredjemands begunstigelse af en kreditor har påvirket afstemningen,
- der er et misforhold mellem akkordsatsen og skyldneres økonomiske situation (i begge retninger),
- skyldneren utilbørligt har forringet sin formue i perioden op til tvangsakkordforhandlingerne,
- der ikke er udsigt til, at akkorden vil blive opfyldt eller
- akkorden må antages at være til skade for en eller flere kreditorer.

Stadfæstelse skulle nægtes af skifteretten, hvis
- der har været fejl i akkordforhandlingsproceduren, der må antages at have haft væsentlig indflydelse på udfaldet af forhandlingerne,
- akkorden er i strid med anden lovgivning, eller
- skyldneren har givet fordele til enkelte kreditorer og dermed påvirket afstemningens resultat.

Når akkorden var vedtaget og stadfæstet, havde den retsvirkning for alle kreditorer, hvis krav var omfattet af akkorden. Også kreditorer, der først senere anmeldte deres krav, var omfattet.

## Krav
Krav under en tvangsakkord blev opdelt i
- omfattede krav,
- krav, der ikke er omfattet, og
- krav, der bortfalder.

### Omfattede krav
Denne gruppe omfattede alle krav mod skyldneren, der var stiftet inden åbning af akkordforhandlingerne jf. ovenfor og ikke faldt ind under de to øvrige grupper. Ved pantesikret gæld, der ikke indfries fuldt ud af pantet, havnede det resterende krav i denne gruppe.

### Krav, der ikke er omfattet
I denne gruppe placeredes pantesikrede krav, krav der ville være foranstillede i tilfælde af konkurs (rimelige omkostninger i forbindelse med akkordbehandlingen, gæld optaget med tilsynets godkendelse samt lønkrav) og som regel også småfordringer, der fik deres gæld fuldt indfriet for at holde antallet af forhandlende kreditorer nede.

### Krav, der bortfalder
Gaveløfter, konventionalboder, der ikke udgør en erstatning for et tab, og krav på renter der er påløbet efter åbning af akkordforhandlinger, og som skyldes krav, der var omfattet af akkorden.